# Czerwone Podilla
Czerwone Podilla (ukr. Червоне Поділля) – wieś na Ukrainie, w obwodzie chersońskim, w rejonie kachowskim, w hromadzie Tawrijśk. W 2001 liczyła 553 mieszkańców, wśród których 507 wskazało jako ojczysty język ukraiński, 37 rosyjski, a 9 białoruski.